# 7303-as mellékút (Magyarország)
A 7303-as számú mellékút egy négy számjegyű mellékút Veszprém vármegye déli részén, Balatonfüred régi városközpontját és a Balaton-parttól távol eső városrészeit köti össze a 71-es főút aszófői szakaszával. Bő hat és fél kilométernyi hosszának nagyobb részében egybeesik a nyomvonala a balatoni „Római útéval”.

## Nyomvonala
A 71-es főútból ágazik ki, annak 38+500-as kilométerszelvényénél, Balatonfüred központjában egy lámpás kereszteződésben. Északnyugati irányban indul, Jókai Mór utca néven; kevesebb, mint 150 méter előtt kiágazik belőle délnyugat felé a 71 119-es út, ami a városi buszpályaudvarra vezet, majd ott 400 méter után véget is ér. 300 méter után keresztezi a Székesfehérvár–Tapolca-vasútvonalat (az állomást csak önkormányzati út szolgálja ki), onnantól Ady Endre utca néven halad tovább. 1,2 kilométer után elér egy körforgalmú csomópontot, itt találkozik az északkelet felől érkező Arácsi úttal és egyúttal a Római út nyomvonalával.
Itt ráfordul a Római útra nyugat felé, ezalatt elhalad a város katolikus nagytemploma és városházája előtt. Előbb neve Szent István tér, majd az 1+350-as kilométerszelvényénél kettéágazik: nyugatnak kiágazva a 7304-es út (Kossuth Lajos utca) indul Balatonszőlősön és Tótvázsonyon át a 77-es út felé, a 7303-as pedig a római nyomvonalon megy tovább Bajcsy-Zsilinszky utca néven. 2. kilométere után éri el a városi köztemetőt, majd elhagyja a város házait. Ezután szőlősdombok között kanyarog a Tihanyi-félsziget vonalában. A következő település, Aszófő területére viszont csak 4,7 kilométer után lép és a 6. kilométer után éri el a község első házait. Itt Rákóczi Ferenc utca néven húzódik, 6,4 kilométer után keresztezi a 7307-es utat, ami itt mindössze 200. méterszelvényénél jár. A 71-es főútba visszatorkollva ér véget, annak 45+600-as kilométerszelvényénél.
Teljes hossza, az országos közutak térképes nyilvántartását szolgáló kira.gov.hu adatbázisa szerint 6,654 kilométer.

## Története
Eredeti nyomvonala Csopakon kezdődött a 73-as úton. A Római út nyomvonalát követte teljes hosszon, a balatonarácsi templomig a mostani 7221-es út nyomvonalán, majd onnantól a városközpontig az Arácsi úton, amely jelenleg önkormányzati útként működik.